# 單棨
單棨（？年—？年），字戟門，號又舲，山東省高密縣北隅人。清朝官員。

## 生平
光緒十四年（1888年）戊子科順天鄉試舉人、光緒二十年（1894年）甲午恩科進士，同年五月，著交吏部掣签分发各省，以知县即用。初任四川鄰水縣知縣，後署理瀘州直隸州知州。光緒二十九年（1903年）癸卯科四川鄉試，充同考官。後授東鄉縣知縣，後以軍功賞加五級，在任候補知府，欽加道銜。

## 家族
高祖單燽，字壽靈，號梅嶼，乾隆二十五年舉人，歷六任知縣，一任知州，兩任知府。 其兄單烺，字曜靈，進士，累官知府。祖父單為⿰金畺，字伯堅，例授從九品。 父單祜治，字舜臣，光緒十一年乙酉科舉人。單棨一子，名單璡。